# メトロノース鉄道M8形電車
メトロノース鉄道M8形電車（メトロノースてつどうM8がたでんしゃ）は、アメリカ合衆国の電車。川崎重工業車両カンパニーによって製造され、メトロノース鉄道・ニューヘイブン線向けに導入された。

## 概要
製造から30年以上が経過して老朽化の進む大量のM2、M4、M6各電車の置き換え、ならびにニューヘイブン線の列車をニューロンドン方面へ延長運転させることを目的に製造された。製造の担当は地元ニューヨーク市地下鉄の車両を多数納入した実績のある川崎重工業で、メトロノース鉄道を持つニューヨーク州都市交通局（MTA）との取引は初である。
最初に落成した24両は2010年12月から試運転を開始した。当初は年内の運転を予定していたが、調整に遅れが出たために翌2011年3月より営業運転に入った。
最終的な投入数は2両編成のM2型、M4型を置き換える当初2両編成のユニット190本、380両（車両番号は9100から9479）とされていたが、2011年7月に制御車25両を追加することが発表されている。この制御車は2両編成と連結し3両編成とすることで、同じく3両編成のM6型の置き換えのために使われている。

## 車体外観

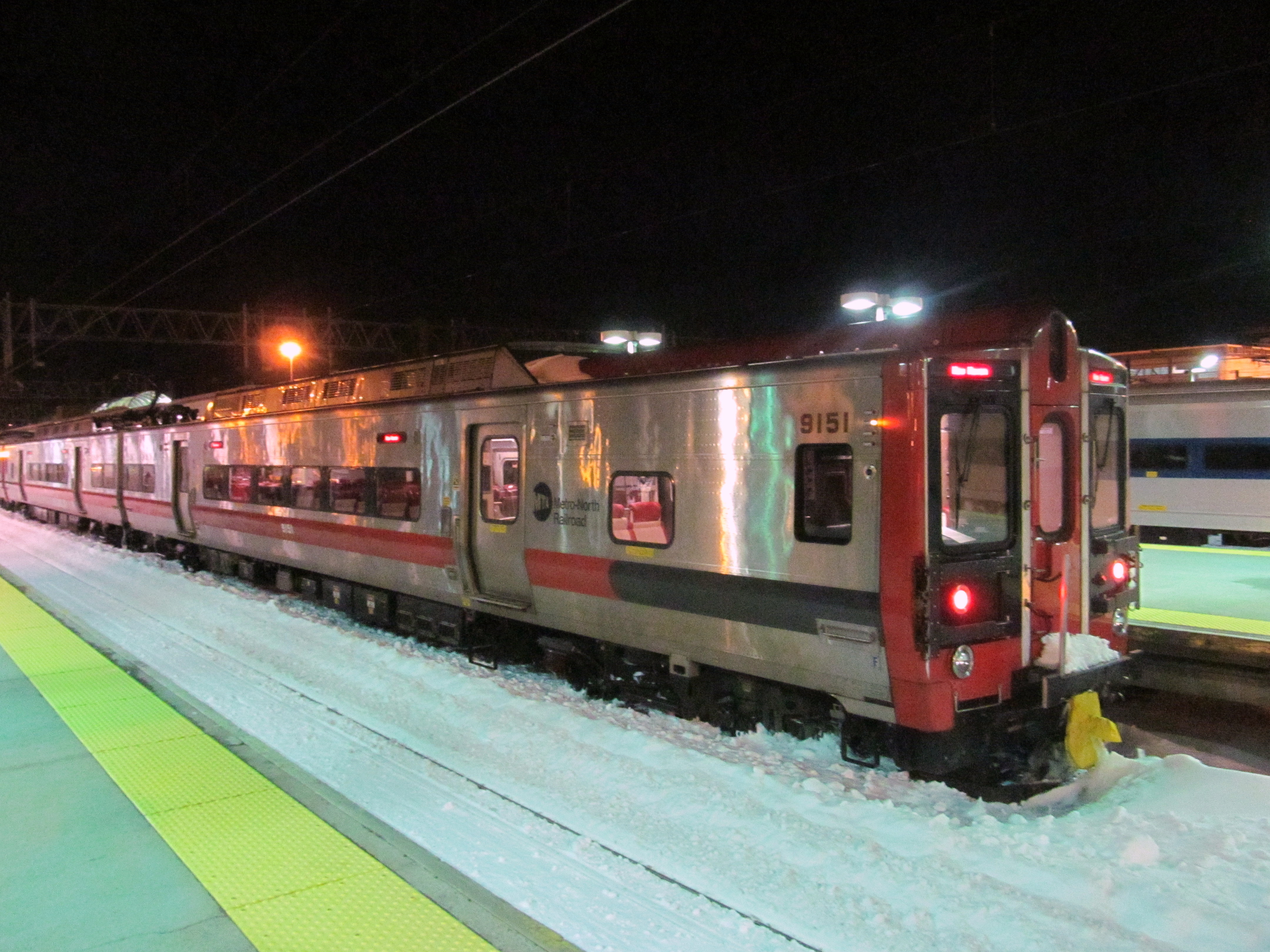
赤色が目立つ外観

ステンレス製26m級の車体である。配色は錆びにくいステンレスの地を活かした銀色無塗装が大半を占めるが、先頭部分だけは赤色と黒色でアクセントをつけたものとなっている。前面上部には非常に狭いものの、行き先の駅名を表示するLED装置が設置されている。
客用ドアは各車両片側2か所ずつ、ドアは片開きである。各ドア横には列車の行き先を表示するLED表示器と車外スピーカーが設置されている。駅停車時にはスピーカーから「現在停車中の駅名、列車の行き先、次の停車駅」が案内されるようになっている。
架空電車線方式と第三軌条方式が混在するニューヘイブン線で運用されることを踏まえて、屋根上にはパンタグラフを、台車には集電靴と2種類の集電装置を装備する。連結器は密着式で電気連結器も装備。

## 内装
ドア付近はデッキがある。座席は通路を挟んで3+2列の赤色のクロスシート。シートには回転機能やリクライニング機能はないが、窓際の壁面にはモバイル機器用のコンセントが設置されている。客室内の照明は蛍光灯にカバーが掛けられた間接照明。
下車駅到着後、最終的な目的地まで行くのに自転車を使う人が多いために、座席を跳ね上げて自転車を立てておくラックが各車両に付き2台分用意されている。
実車納入前の2008年（平成20年）5月にはニューヘイブン駅にて実物大のモックアップを用いた内装の展示が行われた。この際には従来のM2型車両等に連結されていたBar Car（Cafe Carとも）の後継となる本系列用のBar Carモックアップも展示されていたが、当初本系列にはこれを連結せず、ニューヘイブン線のBar CarはM2型電車が引退した2014年5月9日の列車をもって一旦廃止された。
しかし、その後の利用客の増加に伴い、2016年9月13日に新たにM8型車両を60両を購入する計画が発表され、そのうち10両はM2型同様のBar Carになる事が決定している。また、2016年11月にMTAはさらに34両の車両を導入する事を発表しており、これらの車両は2019年から運行を開始する予定となっている。

### 車内案内装置
客室のデッキ側天井にLED表示の案内装置を設置している。
自動放送装置を搭載し、列車走行時には「行き先と次の停車駅」を、停車駅接近時には「接近中の停車駅名と注意喚起等」停車中には「現在の駅名、行き先、次の停車駅」を案内することが出来る。

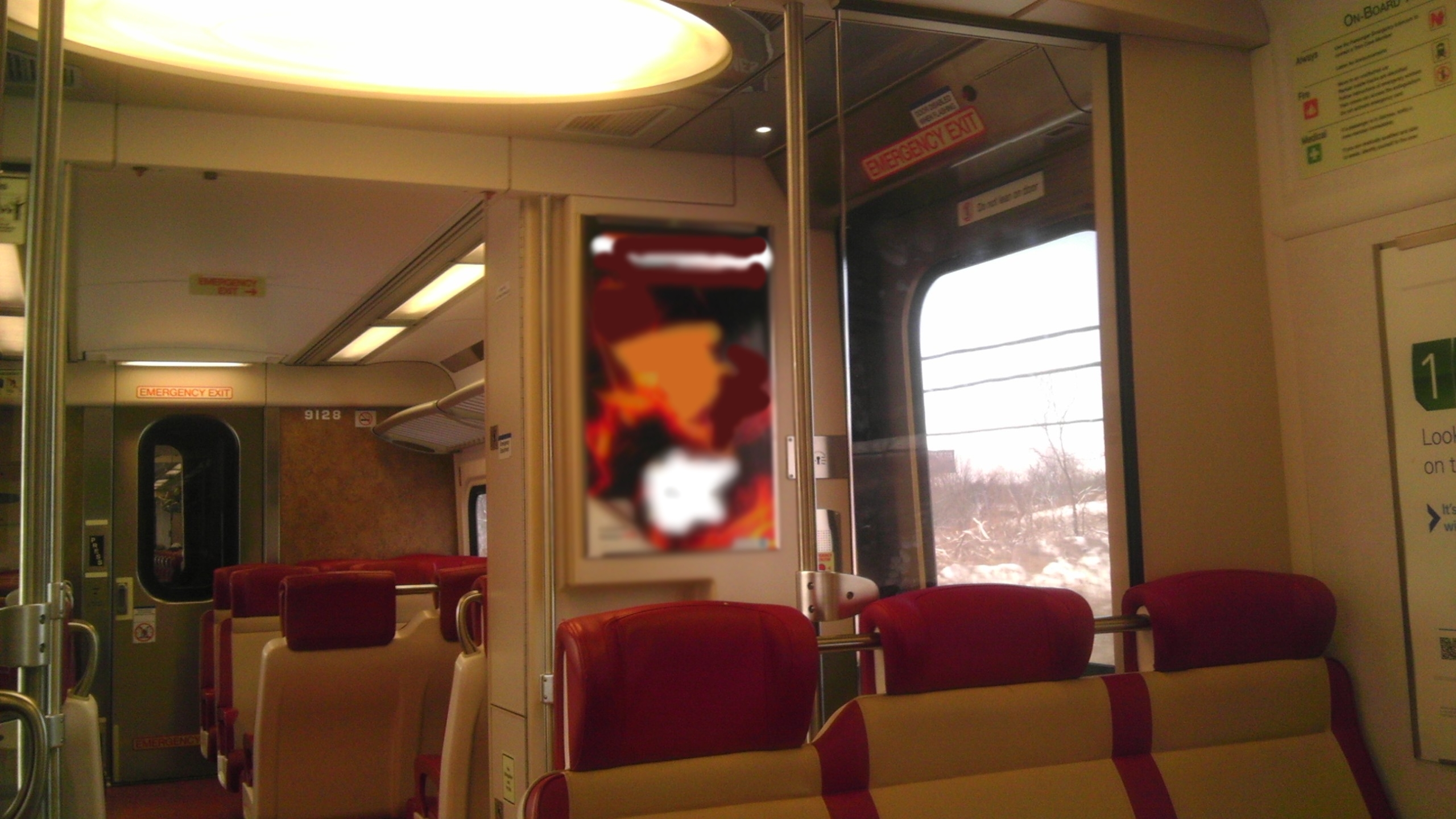
デッキ付近
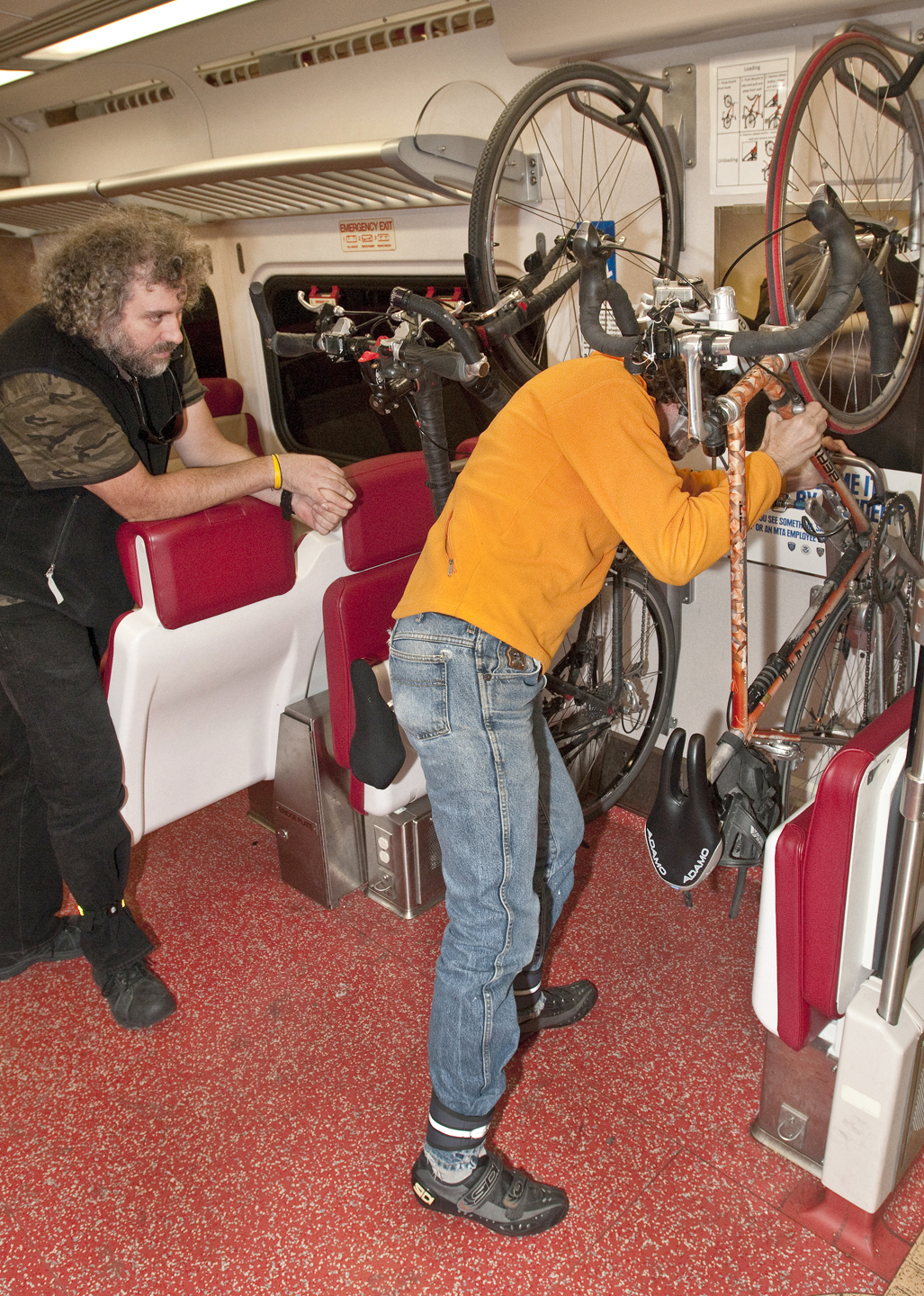
自転車置き場と跳ね上げられた補助席

## 運転・走行機器
ニューヘイブン以東、ニューロンドン方面へのショア・ライン・イースト（Shore Line East, SLE）へ乗り入れるために従来からの直流 750 V、交流 12.5 kV に加えて交流 25 kV にも対応している。電動機（モーター）の制御に三菱電機製 IGBT-VVVF 制御を採用、電動機には MB-5129-A 形かご型三相交流電動機（出力 200 kW）を1両当たり4台搭載する。

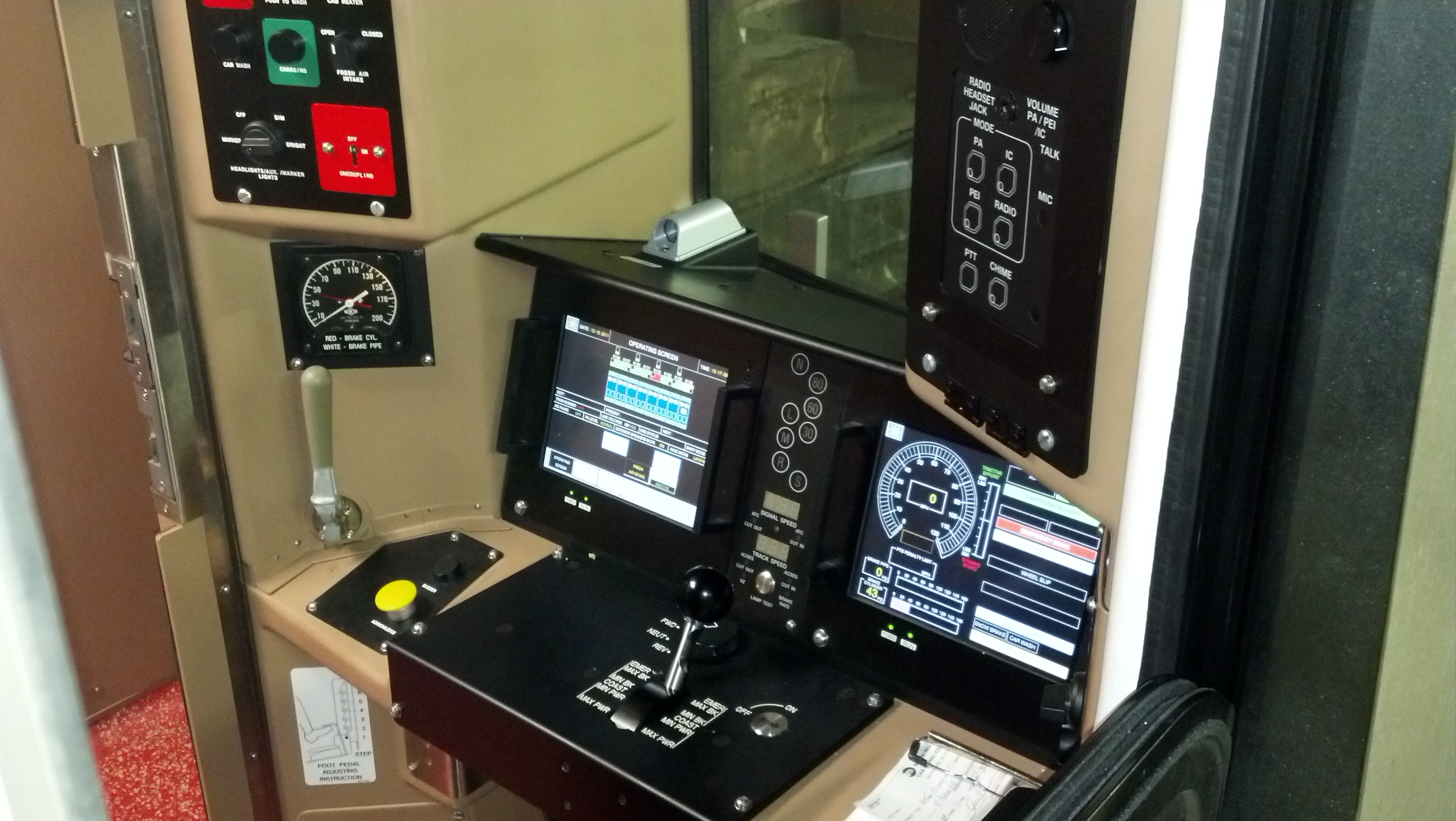
M8型の運転席

## 編成例
方向
- GCT　…グランド・セントラル駅方向（Grand Central Terminal）
- N.H. …ニューヘイブン方向

形式
- Mc … 運転台のある走行用モーターを有する車両、いわゆる制御電動車。
- T … 走行用モーターのない車両、いわゆる付随車。

搭載機器
- CONT … 走行用モーターの制御装置
- CP … 電動空気圧縮機 (Compressor)
- PT … 集電装置 (Pantograph)
- CS … 集電靴 (Contact shoe)

2両編成
|          | ← GCTN.H. →     |                 |
| 形式     | 9xxx（奇数） Mc | 9xxx（偶数） Mc |
| 搭載機器 | CONT, CS        | CONT, PT, CS    |
| 設備     | ?               | ?               |

1両編成
| 形式     | 9xxx（奇数） T |
| 搭載機器 |                |
| 設備     | ?              |

車両番号は基本的に9100からの連番で9100と9101の2両でユニット、9102と9103の2両でユニット…のようになる。営業運転時にはこの2両1ユニットを複数つなぐ形となり、具体的には3編成つないだ6両編成、ないしは4編成つないだ8両編成で運用される。

## 事故
現地時間2013年5月17日午後6時10分ごろ（日本時間18日午前7時10分ごろ）コネチカット州フェアフィールド近郊において、グランド・セントラル駅発ニューヘイブン行きの列車（本系列8両）が脱線し反対車線を支障、直後に対向してきたグランド・セントラル行き列車（同8両）は非常ブレーキをかけるも、減速が間に合わずに衝突した。この事故で双方の列車の乗客700人のうち、少なくとも72人が負傷した。脱線の原因はレールの破損が疑われている。

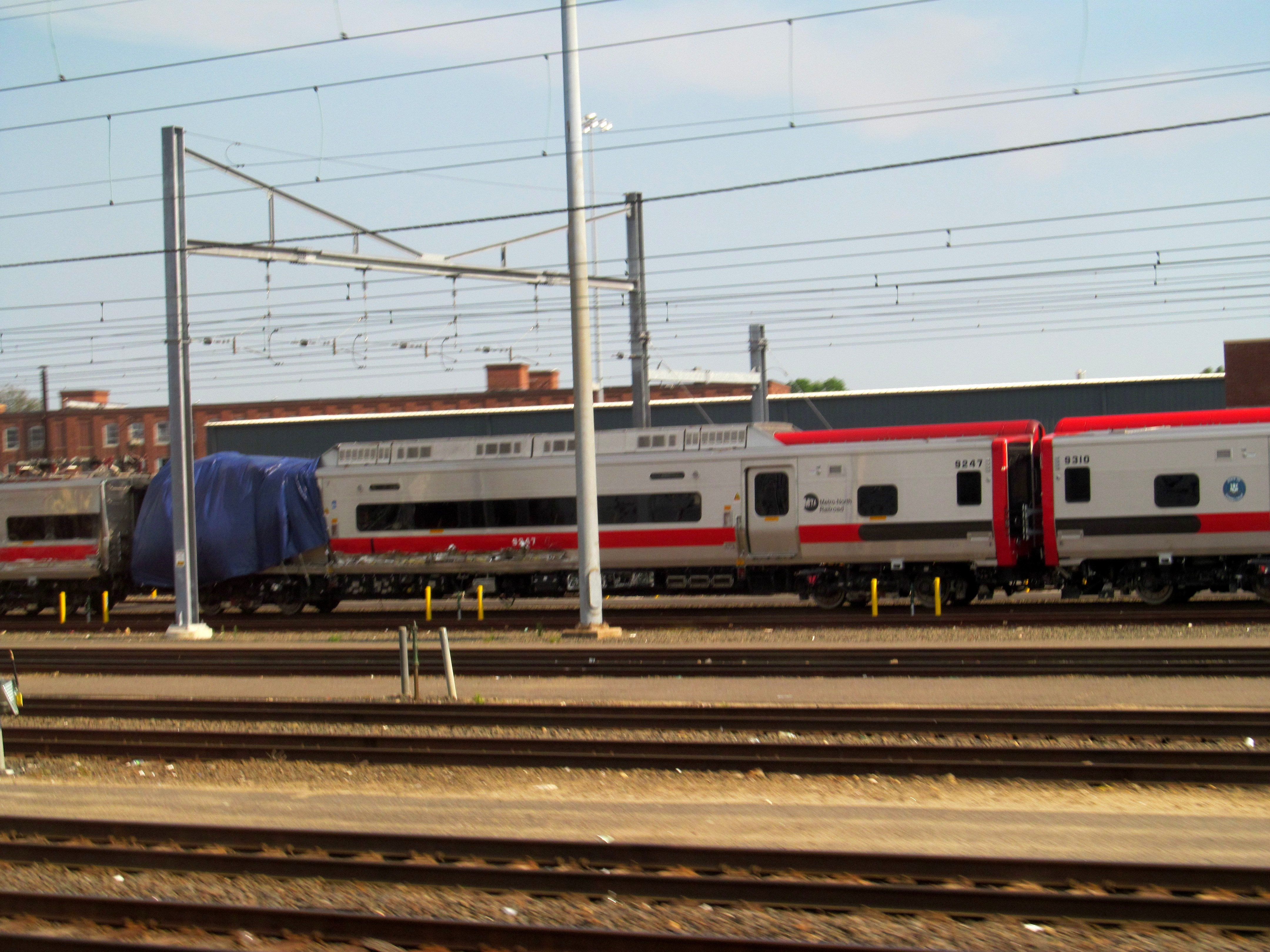
側面を抉られるように破損した9247
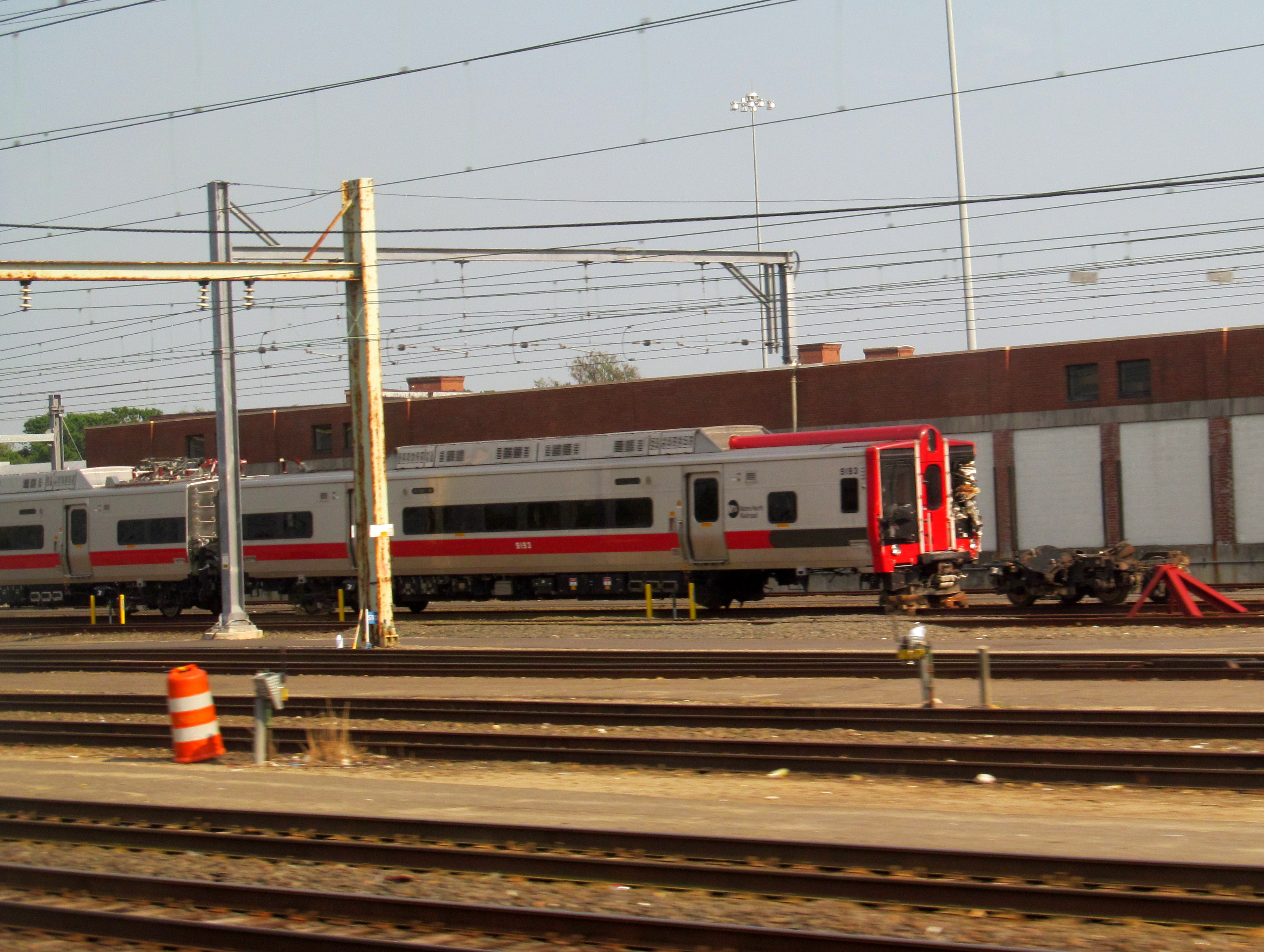
運転席付近が大破した9193